# Vision
The Vision is een personage uit de strips van Marvel Comics, dat vooral bekend is als lid van het superheldenteam de Avengers. Vision is een androïde, in de strips een "synthezoid" genoemd.
In de strips zijn twee totaal verschillende Visions verschenen. De originele Vision werd bedacht door schrijver Roy Thomas en tekenaar John Buscema, en hij verscheen voor het eerst in The Avengers vol.1, #57 (oktober 1968). Zijn naam (en enkele details) zijn afkomstig van een bovennatuurlijke superheld uit de strips van Marvels voorloper Timely Comics. Deze Vision werd bedacht door Joe Simon en Jack Kirby.
Na de eerste Visions-vernietiging in Avengers Disassembled werd een nieuwe Vision gebaseerd op de oude geïntroduceerd in Young Avengers. Deze Vision werd bedacht door Allan Heinberg en Jim Cheung. Hoewel deze Vision was gebaseerd op het "operatiesysteem" van zijn voorgangers, had hij geen van de ervaringen of herinneringen van de vorige Vision.

## Vision (Avengers, 1968-2004)

### Biografie
De originele Vision werd gecreëerd door de robot Ultron, die van plan was hem te gebruiken tegen zijn eigen schepper Henry Pym (Ant-Man/Giant Man/Goliath/Yellowjacket) en diens vrouw Wasp. Oorspronkelijk werd gedacht dat Visions lichaam was gemaakt uit dat van de originele Human Torch, terwijl de patronen van zijn kunstmatige intelligentie waren gebaseerd op die van de inmiddels overleden Wonder Man, Simon Williams. Later werd bekendgemaakt dat de tijdheer Immortus het lichaam van de originele Human Torch had gesplitst in twee afzonderlijke wezens: een die de Torch bleef, en een die werd omgebouwd tot Vision.
Vision verzette zich echter tegen zijn “vader” Ultron, en sloot zich aan bij de Avengers. Hij kreeg daar zelfs een relatie met de Scarlet Witch (Wanda Maximoff). De twee trouwden uiteindelijk en kregen ook twee kinderen. Aanvankelijk werd gedacht dat dit kwam door Scarlet Witch’ krachten, maar later bleek er een andere oorzaak te zijn.
Vision werd later ontvoerd en ontmanteld door overheidsagenten gemanipuleerd door Immortus. Hank Pym probeerde Vision zo goed als hij kon weer te herstellen, maar Simon Williams stond niet toe dat zijn hersenpatronen wederom gebruikt werden om Vision zijn emoties te geven. Hierdoor werd Vision een kleurloze, emotieloze synthezoid.
Ondertussen keerde de originele Human Torch, waarvan werd aangenomen dat hij dood was, plotseling terug. Dit bracht twijfel over Visions identiteit. Ook bleek dat de kinderen van Vision en Scarlet Witch in werkelijkheid fragmenten waren van de ziel van de demon Mephisto, wiens ziel in stukken was gebroken door toedoen van Franklin Richards. Mephisto ontvoerde de tweeling en absorbeerde ze om weer compleet te zijn. Dit dreef de Scarlet Witch tijdelijk tot waanzin. Uiteindelijk herstelde ze, maar zij en Vision verbraken hun relatie en voegden zich allebei bij een ander Avengers-team.
Vision verkreeg opnieuw emoties door nieuwe hersenpatronen van de recentelijk overleden wetenschapper Alex Lipton over te nemen, en gaf zichzelf ook een nieuw lichaam. Ook kwamen de laatste restanten van Simon Williams hersenpatronen die nog in Visions brein zaten naar boven, en mengden zich met die van Alex Lipton. Nu hij zijn emoties terughad probeerde hij opnieuw een relatie te beginnen met Scarlet Witch, maar tevergeefs.
Recentelijk dreef het verlies van haar kinderen Scarlet Witch opnieuw tot waanzin. Ze probeerde de realiteit te veranderen in een poging haar kinderen terug te krijgen. Tijdens deze gebeurtenissen liet Vision een Avengers Quinjet neerstorten op hun landhuis. Toen hij uit het puin tevoorschijn kwam meldde hij dat hij niet langer controle had over zijn lichaam. Vervolgens smolt hij, en uit zijn restanten ontstonden vijf nieuwe Ultrons die door de Avengers werden vernield.
Vermoed wordt dat Ultron een commando had ingeprogrammeerd bij Vision, dat geactiveerd zou worden door de Avengers’ Code White Alarm. Het is niet bekend of dit commando, of Scarlet Witch’ magie verantwoordelijk was voor Vision's laatste daad.

### Krachten en vaardigheden
Vision verkreeg zijn kracht van zonne-energie geabsorbeerd via een edelsteen in zijn voorhoofd. Vision kon deze energie tevens weer uit de steen afvuren als een optische straal (optic blast).
Vision bezat verder de gave om zijn eigen massa en dichtheid te veranderen. Als hij zijn massa en dichtheid verlaagde tot bijna niets, kon hij vliegen door puur de windstromen om hem heen te manipuleren. Als hij zijn massa en dichtheid tot het maximum vergrootte (90 ton), verkreeg hij bovenmenselijke kracht en uithoudingsvermogen. Zijn snelheid en wendbaarheid hadden echter zwaar de lijden onder deze enorme dichtheid.
Vision gebruikte deze gave vaak om vijanden uit te schakelen via een proces dat hij zelf "physical disruption" noemde. Hierbij verlaagde hij de dichtheid van zijn hand tot het punt dat deze ontastbaar werd en dus door vaste voorwerpen heen kon. Vervolgens stak hij deze hand in de borstkas van een vijand, en liet hem daar weer vast worden. Dit veroorzaakte enorme pijn en uiteindelijk uitschakeling bij de vijand in kwestie.
Vision lichaam was in staat zelf kleine verwondingen te repareren, maar zware verwondingen maakten hem machteloos. Hij was ook in staat om razendsnel data te analyseren, en kon communiceren met andere computersystemen. Zijn kunstmatige brein was echter gelijk genoeg aan dat van een mens om vatbaar te worden voor telepathie.
Vision was een van de sterkste wezens op aarde. Hoewel hij niet de brute kracht van bijvoorbeeld Hulk, Thor of Juggernaut bezat, maakte Visions macht over zijn eigen dichtheid hem vrijwel onkwetsbaar. Zijn "physical disruption" compenseerde perfect zijn lage (in vergelijking met bovengenoemde) krachtniveau, en stelde hem in staat vijanden te verslaan die vele malen sterker waren dan hij.
De Nederlandse stem van Vision is Fred Butter, voorheen waren dit Reinder van der Naalt,  Lucas Dietens en Frans Limburg.

## Vision II (Young Avengers, 2005-heden)

### Biografie
Iron Lad, een tienerversie van Kang the Conqueror kwam naar het “heden” enkele maanden na Visions vernietiging. Na te zijn genegeerd door Captain America en Iron Man vond hij de restanten van Vision, en downloadde diens operatiesysteem in zijn harnas. Vervolgens begon hij met het plan dat Vision had gesmeed. Dit plan hield in dat als het Avengers team ooit uit elkaar zou vallen, Vision een nieuw team genaamd de Young Avengers zou samenstellen. Nadat Iron Lad gedwongen was zijn harnas uit te doen omdat Kang hem anders kon vinden, zorgde Visions operatiesysteem ervoor dat het harnas een eigen leven ging leiden.
Deze nieuwe Vision was vanwege zijn vaardigheden superieur aan zijn “vader”, maar hij was niet in staat zich bij de nieuwe Avengers aan te sluiten. Deze waren namelijk bang dat Vision nog steeds onder controle stond van Kang the Conqueror. Wel is deze nieuwe Vision lid van de Young Avengers, en dankzij Iron Lads hersenpatronen is hij een soort van leider voor hen geworden. Het lijkt erop dat met Iron Lads hersenpatronen, Vision ook diens emoties heeft verkregen.

### Krachten en vaardigheden
Het lijkt erop dat de nieuwe Vision het harnas gebruikt om de krachten van de vorige Vision te imiteren. Daarnaast bezit het harnas zelf ook enkele nieuwe vaardigheden, zoals tijdreizen. Het is nog niet precies bekend hoe het lichaam van deze nieuwe Vision werkt, of wat hij ermee kan. Tot nu toe heeft hij aangetoond net als de vorige Vision zijn eigen massa te kunnen beheersen, energieschoten af te kunnen vuren, gelimiteerde gedaanteverandering (gelijk aan Iron Lad’s) en holografische projectie.

### Ultimate Visions
Tot nu toe zijn er twee Vision robots verschenen in het Ultimate Marvel universum.
In Ultimate Nightmare, ontdekten leden van de Ultimates en de X-Men een beschadigde robot die zichzelf voorstelde als Vision. Hij was 100 jaar geleden naar de Aarde gekomen om te waarschuwen voor de komst van Gah Lak Tus, maar zijn schip stortte neer in Rusland, waarma Vison gedeeltelijk werd ontmanteld onder bescherming van de voormalige Sovjet-Unie. Na te zijn hersteld toont hij hen holografische beelden van Gah Lak Tus. De Ultimates wisten Gah Lak Tus te verslaan met een speciaal wapen genaamd de Ultimate Nullifier - een kanon dat energie afschoot van de Big Bang uit een alternatief universum. Nadat Gah Lak Tus de Aarde verliet, gaven de Ultimates Vision de bouwplannen van dit kanon mee zodat hij andere planeten kon waarschuwen voor Gah Lak Tus’ komst.
Later bouwde voormalig Ultimates lide Hank Pym een tweede robot, waaraan hij de naam Vison II gaf. Hij toonde deze robot aan Nick Fury in een poging weer toegelaten te worden tot het team.

## Vision in andere media
- Vision was een van de vele Avengers die een cameo hadden in de Fantastic Four animatieserie uit 1994.
- Vision was tevens een van de Avengers die voorkwam in Fox Kids’ animatieserie The Avengers: United They Stand. Zijn oorsprong hierin werd iets veranderd ten opzichte van de strip. In de serie werd hij gemaakt door Ultron om de Avengers te verslaan. Vision stem werd gedaan door Ron Ruben.
- Vision komt ook voor als bespeelbaar personage in het arcadespel Captain America and the Avengers. Hij verscheen als NPC personage in Marvel: Ultimate Alliance.
- Vision is ook een speelbaar figuur in de Toys to Life game Disney Infinity.

### Marvel Cinematic Universe
Vision speelt mee in de film Avengers: Age of UltronHij wordt hierin gespeeld door Paul Bettany, wie ook de stem is van J.A.R.V.I.S., de computer van Tony Stark. Dit omdat Vision in deze film de persoonlijkheid en software van J.A.R.V.I.S. is geüpload in een kunstmatig lichaam is. Vision verscheen opnieuw in Captain America: Civil War waarin hij een liefdesrelatie met Wanda Maximoff opbouwde. Hierna verscheen hij in 2018 in de film Avengers: Infinity War waarin zijn gele Infinity Stone uit zijn voorhoofd werd getrokken door Thanos waardoor hij kwam te overlijden. Later verscheen een fictieve Vision samen met Wanda Maximoff in januari 2021 voor de Disney+ serie WandaVision. Hierin leeft Wanda in een schijnwereld waar ze haar ideale leven lijd. Het echte lichaam van Vision (nu in het wit) is in de laatste aflevering van WandaVision door S.W.O.R.D. terug online gehaald. Met een gevecht tussen hem en de fictieve Vision krijgt hij zijn herinneringen weer terug.
Vision verschijnt in de volgende films en series:
- Iron Man (2008) (stem) (als J.A.R.V.I.S.)
- Iron Man 2 (2010) (stem) (als J.A.R.V.I.S.)
- The Avengers (stem) (als J.A.R.V.I.S.)
- Iron Man 3 (2013) (stem) (als J.A.R.V.I.S.)
- Avengers: Age of Ultron (2015) (als Vision en stem van J.A.R.V.I.S.)
- Captain America: Civil War (2016)
- Avengers: Infinity War (2018)
- WandaVision (2021) (Disney+)
- What If…? (2021) (stem) (Disney+)